# Marco Engelhardt
Marco Engelhardt (ur. 2 grudnia 1980 w Bad Langensalza) – niemiecki piłkarz grający na pozycji defensywnego pomocnika.

## Kariera klubowa
Engelhardt jest wychowankiem klubu SV Preußen Bad Langensalza, wywodzącego się z jego rodzinnej miejscowości. W 1994 roku trafił do młodzieżowej drużyny Rot-Weiß Erfurt, a w 1999 roku zadebiutował w rozgrywkach Regionalligi. Jednak w 2001 roku spadł z tym zespołem do Oberligi, ale latem udało mu się zmienić barwy klubowe i został piłkarzem drugoligowego Karlsruher SC, dokąd przeszedł wraz ze swoim przyjacielem Clemensem Fritzem. W drugiej lidze zadebiutował w lipcu, w wygranym 1:0 spotkaniu z FC Schweinfurt 05. Od początku transferu do Karlsruhe był podstawowym zawodnikiem klubu, jednak przez kolejne trzy sezony zespół nie potrafił awansować do Bundesligi, a głównie bronił się przed spadkiem o klasę niżej.
W lipcu 2004 roku Engelhardt w końcu trafił do pierwszej ligi, gdy na zasadzie wolnego transferu przeszedł do 1. FC Kaiserslautern. W ekstraklasie niemieckiej swój pierwszy mecz rozegrał 12 września a Kaiserslautern wygrało na wyjeździe z Hansą Rostock 3:2. Natomiast tydzień później wpisał się na listę strzelców w wygranym 2:1 spotkaniu z Hamburger SV. Był podstawowym zawodnikiem FCK i w 2005 zajął z nim 12. miejsce w lidze. W sezonie 2005/2006 Kaiserslautern zajęło jednak dopiero 16. pozycję i zostało zdegradowane o klasę niżej.
Latem 2006 Engelhardt za darmo trafił do 1. FC Nürnberg. Jednak jeszcze przed rozpoczęciem sezonu doznał kontuzji i w klubie z Norymbergi po raz pierwszy zagrał dopiero w marcu 2007, w meczu z Arminią Bielefeld (2:3). Z Nürnberg zajął swoje najwyższe dotychczas szóste miejsce w lidze oraz wywalczył Puchar Niemiec. Wystąpił w wygranym 3:2 finale z VfB Stuttgart, w 47. minucie spotkania zdobywając gola strzałem głową.
W styczniu przeszedł do Karlsruher SC, którego barwy reprezentował już w latach 2001–2004.
| Sezon   | Klub                 | Kraj   | Rozgrywki             | Mecze | Bramki |
| ------- | -------------------- | ------ | --------------------- | ----- | ------ |
| 1998/99 | Rot-Weiß Erfurt      | Niemcy | Regionalliga          | 4     | 0      |
| 1999/00 | Rot-Weiß Erfurt      | Niemcy | Regionalliga          | 26    | 2      |
| 2000/01 | Rot-Weiß Erfurt      | Niemcy | Regionalliga          | 32    | 4      |
| 2001/02 | Karlsruher SC        | Niemcy | 2. Bundesliga         | 25    | 2      |
| 2002/03 | Karlsruher SC        | Niemcy | 2. Bundesliga         | 26    | 1      |
| 2003/04 | Karlsruher SC        | Niemcy | 2. Bundesliga         | 32    | 2      |
| 2004/05 | 1. FC Kaiserslautern | Niemcy | Bundesliga            | 30    | 2      |
| 2005/06 | 1. FC Kaiserslautern | Niemcy | Bundesliga            | 32    | 1      |
| 2006/07 | 1. FC Nürnberg       | Niemcy | Bundesliga            | 11    | 3      |
| 2007/08 | 1. FC Nürnberg       | Niemcy | Bundesliga            | 22    | 1      |
| 2008/09 | 1. FC Nürnberg       | Niemcy | 2. Bundesliga         | 12    | 2      |
| 2008/09 | Karlsruher SC        | Niemcy | Bundesliga            |       |        |
|         |                      |        | Łącznie w Bundeslidze | 95    | 7      |

## Kariera reprezentacyjna
W latach 1999–2000 Engelhardt występował w młodzieżowej reprezentacji Niemiec U-21 (3 mecze, 2 gole). W pierwszej reprezentacji zadebiutował 16 grudnia 2004 w wygranym 3:0 towarzyskim meczu z Japonią. W 2005 roku został powołany do kadry na Puchar Konfederacji, ale wystąpił tylko w spotkaniu z Argentyną (2:2). Niemiecka drużyna zajęła na tym turnieju 3. miejsce.